# Machtiern

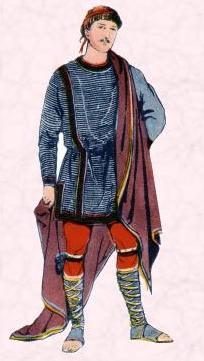
Figuration d'un machtiern du IXe siècle.

Les machtierns sont des chefs locaux de l'ancien royaume de Bretagne, dont ils formaient l'armature administrative et politique jusqu'aux invasions normandes. Ils exerçaient un magistère territorial hérité de la conquête romaine des îles britanniques. Importé en Bretagne armoricaine le machtiernat est resté sans équivalent en Europe occidentale. Le mot « machtiern » signifie littéralement « chef garant ».

## Chefs bretons du haut Moyen Âge
Le cartulaire de Redon fait référence aux machtierns à plus d'une centaine de reprises entre le VIe et le Xe siècle, avec une dernière mention en 1066. Le texte atteste que ces petits seigneurs bretons de la période mérovingienne étaient à la fois des propriétaires et des magistrats tenant leur pouvoir des rois puis des ducs de Bretagne bien que le machtiernat préexistait. Descendants des colons d'outre-Manche, les machtierns exerçaient un office héréditaire qui conférait à leurs lignées un caractère dynastique. Le machtiernat n'était pas une charge strictement réservée aux hommes. Dénué de prérogative militaire, leur statut était d'un niveau nettement inférieur à celui de l'aristocratie comtale alliée aux francs. Elle seule détenait le monopole des armes.
Tradition d'origine brittonique, le machtiernat installe l'autorité d'un chef sur une « paroisse primitive », « plebs » en latin, «un plou » en langue bretonne. L'expression latine princeps plebis (prince ou premier de la paroisse) est parfois employée dans le cartulaire de Redon pour désigner un machtiern. Par paroisse, il n'existe qu'un seul machtiern qui était avant tout le plus grand propriétaire foncier. Il remplissait vraisemblablement un rôle religieux en tant que chef de paroisse et un rôle judiciaire en tant qu'arbitre des conflits. Sa fortune personnelle faisait fonction de garantie lors de la conclusion des actes contractés par les habitants de la plebs, à une époque ou aucune institution ne pouvait garantir les échanges. Les machtierns pouvaient néanmoins posséder des biens dans d'autres paroisses. Les donations des derniers machtierns aux moines de Redon au début de la période carolingienne ont constitué une source de rentes significatives pour la fondation et l'entretien de l'abbaye Saint-Sauveur. Les machtierns semblent les seuls à posséder une résidence de type aristocratique, dénommée aula en latin et lis en breton, où sont tenus procès et actes de donation.
La chronique de Nantes rapporte que vers l'an 905, sous le règne d'Alain le Grand, « les comtes, les vicomtes et machtierns, terrifiés par les Normands se dispersent à travers la France », attestant l'idée que les machtierns étaient quatrièmes dans la hiérarchie des pouvoirs publics bretons et expliquant aussi qu'ils aient progressivement disparu pour laisser place à la chevalerie plus à même de protéger le peuple des raids vikings au Xe siècle. Il est cependant assez probable que la dénomination de machtiern soit simplement tombé dans l'oubli après que les familles concernées ont francisé leur patronyme pour intégrer totalement la noblesse.

## Étymologie d'un mot celtique désignant un office de tradition romaine
D'origine brittonique, le mot «machtierns » existe toujours en langue galloise sous la forme «mechdeyrn» se traduisant par «roi » ou « seigneur ». Il s'écrivait « myghtern » en cornique. Le breton quant à lui a perdu ce terme de façon précoce, dès le Moyen Âge central. Étymologiquement le mot se décompose en « mach » correspond à une racine celtique du terme « gage » et « tiern» se traduisant par « chef » renvoyant donc selon Léon Fleuriot au concept, sans équivalent dans la civilisation franque, de « chef garant » ou « chef (servant) de garant ». Quelle que soit sa variante, cornique, galloise ou bretonne, ce mot composé qualifie un office public probablement hérité de l'administration romaine. Il pourrait s'agir de la traduction brittonique du mot latin décurion. Les décurions forment un conseil administrant les civitates de la Bretagne romaine. Après le départ de l'administration romaine en 410, cette charge tombe en désuétude, mais le titre aurait continué à être usité sous sa forme brittonique par les élites locales, avant d'être introduit en petite Bretagne lors de l'émigration bretonne.